# Eric Stonestreet
Eric Allen Stonestreet (ur. 9 sierpnia 1971 w Kansas) – amerykański aktor, występował w roli Camerona Tuckera z serialu stacji ABC Współczesna rodzina. Za tę rolę w 2010 zdobył nagrodę Primetime Emmy w kategorii Najlepszy aktor drugoplanowy w serialu komediowym.

## Filmografia

### Filmy
| rok  | film                | rola                    | uwagi                  |
| ---- | ------------------- | ----------------------- | ---------------------- |
| 2000 | U progu sławy       | Recepcjonista Sheldon   |                        |
| 2003 | F.A.T.              | Strażnik leśny          |                        |
| 2003 | Girls Will Be Girls | Dr Benson               |                        |
| 2003 | Street of Pain      | Floyd                   |                        |
| 2004 | Straight-Jacket     | Organizator pracy       |                        |
| 2004 | Knuckle Sandwich    | Bill                    |                        |
| 2005 | Saddam 17           | Urzędnik                |                        |
| 2005 | Wyspa               | Ed, kierowca ciężarówki |                        |
| 2006 | 13 Graves           | Andrew Schoch           |                        |
| 2007 | The Drifter         | kurier                  |                        |
| 2007 | Stories USA         | Floyd                   | część "Street of Pain" |
| 2008 | Ninja Cheerleaders  | Beergut                 |                        |
| 2008 | Amerykański wieczór | Phil                    |                        |
| 2009 | This Might Hurt     | Brad Maynard            |                        |
| 2010 | Father vs. Son      | Doug                    |                        |
| 2011 | Bad Teacher         |                         |                        |

### Telewizja
| rok       | tytuł                             | rola                                 | odcinek/-ki uwagi |
| --------- | --------------------------------- | ------------------------------------ | --- |
| 1999      | Dharma i Greg                     | Chester                              | 1 odcinek (S02E16 „See Dharma Run”) |
| 2000      | I've Got a Secret                 | on sam                               | 1 odcinek |
| 2000      | Zwariowany świat Malcolma         | Phil                                 | 1 odcinek (S01E05 „Malcolm Babysits”) |
| 2000      | Ich pięcioro                      | Irv                                  | 2 odcinki (S06E23-24 „All's Well...” i ”...That Ends Well”) |
| 2000      | Spin City                         | fotograf                             | 1 odcinek (S05E02 „Smile”) |
| 2000      | Ostry dyżur                       | Willie                               | 1 odcinek (S07O03 „Marsjanie atakują”) |
| 2001      | Skrzydła                          | Staffer #1                           | 1 odcinek (S02E19 „Bad Moon Rising”) |
| 2002      | Królik Greg                       | Wilson (niewymieniony)               | 1 odcinek (S01E01 „Welcome to Sweetknuckle Junction”) |
| 2002      | Powrót do Providence              | Ted Stout                            | 1 odcinek (S05E10 „Eye of the Storm”) |
| 2001–2005 | CSI: Kryminalne zagadki Las Vegas | Ronnie Litre                         | 13 odcinków |
| 2005      | Krok od domu                      | Oficer Bezpieczeństwa, Andrew Morgan | 1 odcinek (S01E08 „Under Threat”) |
| 2007      | Jordan                            | Steve Anderman                       | 1 odcinek (S06E16 „D.O.A.”) |
| 2007      | Kości                             | D.C. Cop                             | 2 odcinki (S02E16 „The Boneless Bride in the River” i S02E21 „Stargazer in a Puddle” )                                                                                                 |
| 2007      | On the Lot                        | Actor                                | 2 odcinki („Auditions #1” i „Auditions #2”) |
| 2007      | Amerykański tata                  |                                      | 1 odcinek (S03E03 „Dope & Faith”), głos |
| 2008      | Mentalista                        | Malcom Boatwright                    | 1 odcinek (S01E02 „Red Hair and Silver Tape”) |
| 2008      | Gdzie pachną stokrotki            | Leo Burns                            | 1 odcinek (S02E08 „Jedz na pociechę”) |
| 2008      | Agenci NCIS                       | Harvey Ames                          | 1 odcinek (S06E11 „Silent Night”) |
| 2009      | Detektyw Monk                     | Boom Boom                            | 1 odcinek (S08E03 „Mr. Monk and the UFO”) |
| 2009      | Bez skazy                         | Wesley Clovis                        | 1 odcinek (S06E10 „Wesley Clovis”) |
| 2009      | Dancing with the Stars            | on sam                               | występ gościnny |
| 2009–2020 | Współczesna rodzina               | Cameron Tucker                       | rola regularna w głównej obsadzie; nominowany w 2010 r. do nagrody Critics Association; wygrana Primetime Emmy w kategorii najlepszy aktor drugoplanowy w serialu komediowym w 2010 r. |

## Nagrody
- Nagroda Emmy
  - Wygrana: Emmy Najlepszy aktor drugoplanowy w serialu komediowym
  - (2010) za rolę Camerona Tuckera w serialu Współczesna rodzina
- Nagroda Gildii Aktorów Ekranowych
  - Nominacja: SAG Najlepszy zespół aktorski w serialu komediowym lub musicalu
  - (2010) za Współczesna rodzina